# 닉크
《닉크》(영어: Ricochet)는 미국에서 제작된 러셀 멀캐히 감독의 1991년 액션 범죄 스릴러 영화이다. 덴절 워싱턴, 존 리스고, 아이스티, 케빈 폴랙 등이 출연하였고, 조엘 실버 등이 제작에 참여하였다.

## 줄거리
1983년 로스앤젤레스 경찰국 신입 경관이자 법학 전문 대학원생인 닉과 그의 파트너 래리는 순찰을 돌다가 청부 살인 업자 얼과 공범 킴을 맞닥뜨리고 이 둘을 체포해 형사로 진급하면서 영웅이 된다.
8년 뒤 얼은 아리안 브러더후드와 가석방이 된 킴의 도움으로 탈옥하면서 치과 기록을 바꿔치기하고 화재를 일으켜 본인의 죽음을 가장한 뒤 지방 검사보가 되어 있는 닉을 향한 복수를 시작한다.

## 출연진
- 덴절 워싱턴 - 지방 검사보 닉 스타일스 역
- 존 리스고 - 얼 탤벗 블레이크 역
- 아이스티 - 오데사 역
- 케빈 폴랙 - 래리 도일 경위 역
- 린지 와그너 - 지방 검사 프리실라 “더 헌” 브림리 역
- 조시 에번스 - “킴” 킴블 역
- 메리 엘런 트레이너 - 게일 월런스 역
- 빅토리아 딜러드 - 앨리스 스타일스 역
- 존 에이모스 - 스타일스 목사 역
- 존 코스런 주니어 - 시의원 U.B. 패리스 역
- 셔먼 하워드 - 국선 변호인 카일리 역
- 미겔 샌도벌 - 바거스 역
- 조지 청 - 휴이 역
- 제시 벤투라 - 제이크 처왈스키 역
- 린다 도나 - 완다 역

## 기타 제작진
- 공동 제작: 제임스 허버트, 수잰 토드
- 배역: 로빈 리핀, 펀 캐슬
- 미술: 제임스 힝클
- 의상: 매릴린 밴스